# Miconia popayanensis
Miconia popayanensis är en tvåhjärtbladig växtart som beskrevs av John Julius Wurdack. Miconia popayanensis ingår i släktet Miconia och familjen Melastomataceae. Inga underarter finns listade i Catalogue of Life.